# Gertrud Schäfer (Künstlerin)
 Gertrud Schäfer  (* 1. Februar 1880 in Lot, heute zu Beersel, Belgien; † 13. Februar 1945 in Dresden) war eine deutsche Lithographin und Malerin.

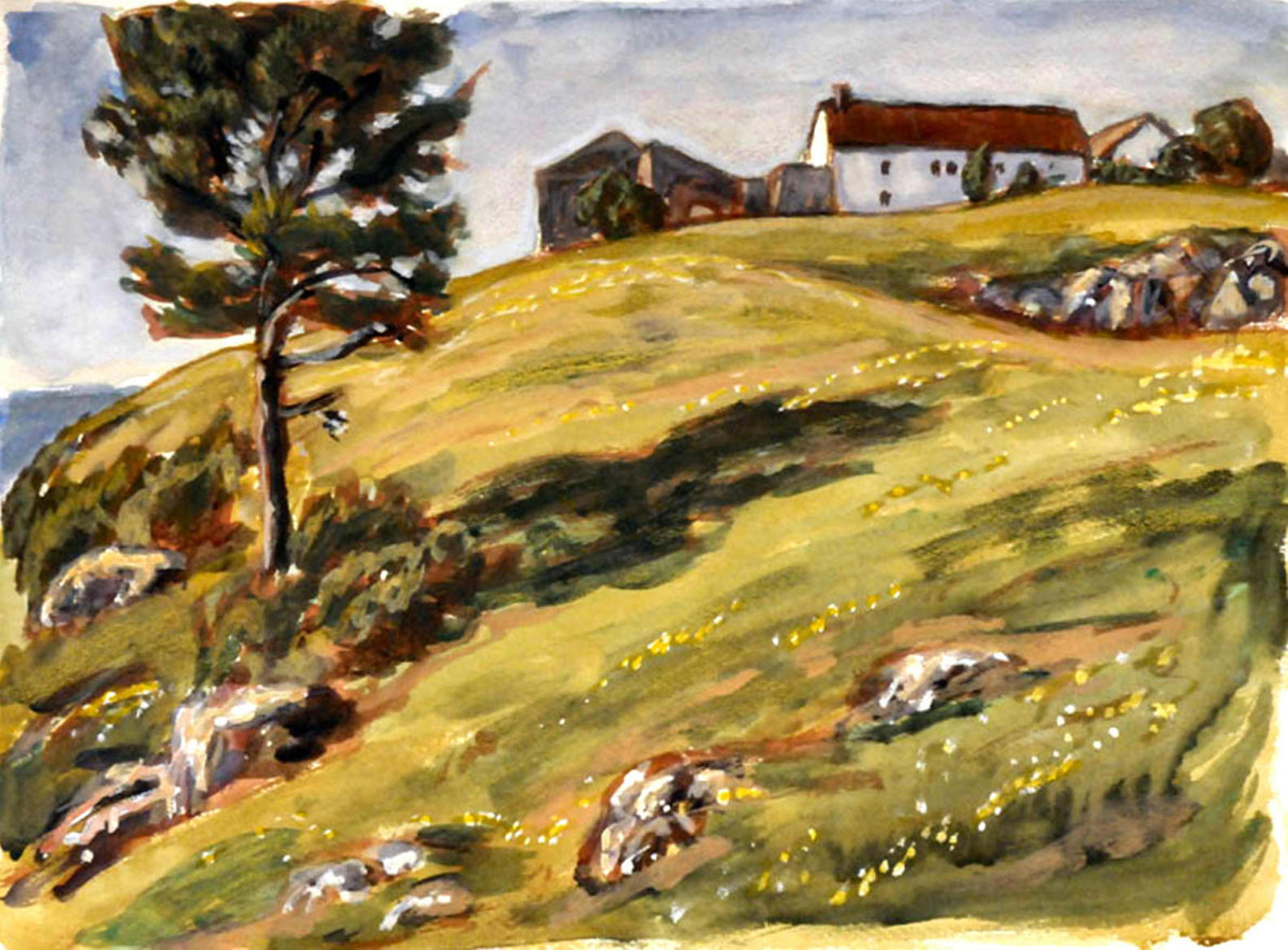
Einsame Höhe 1903

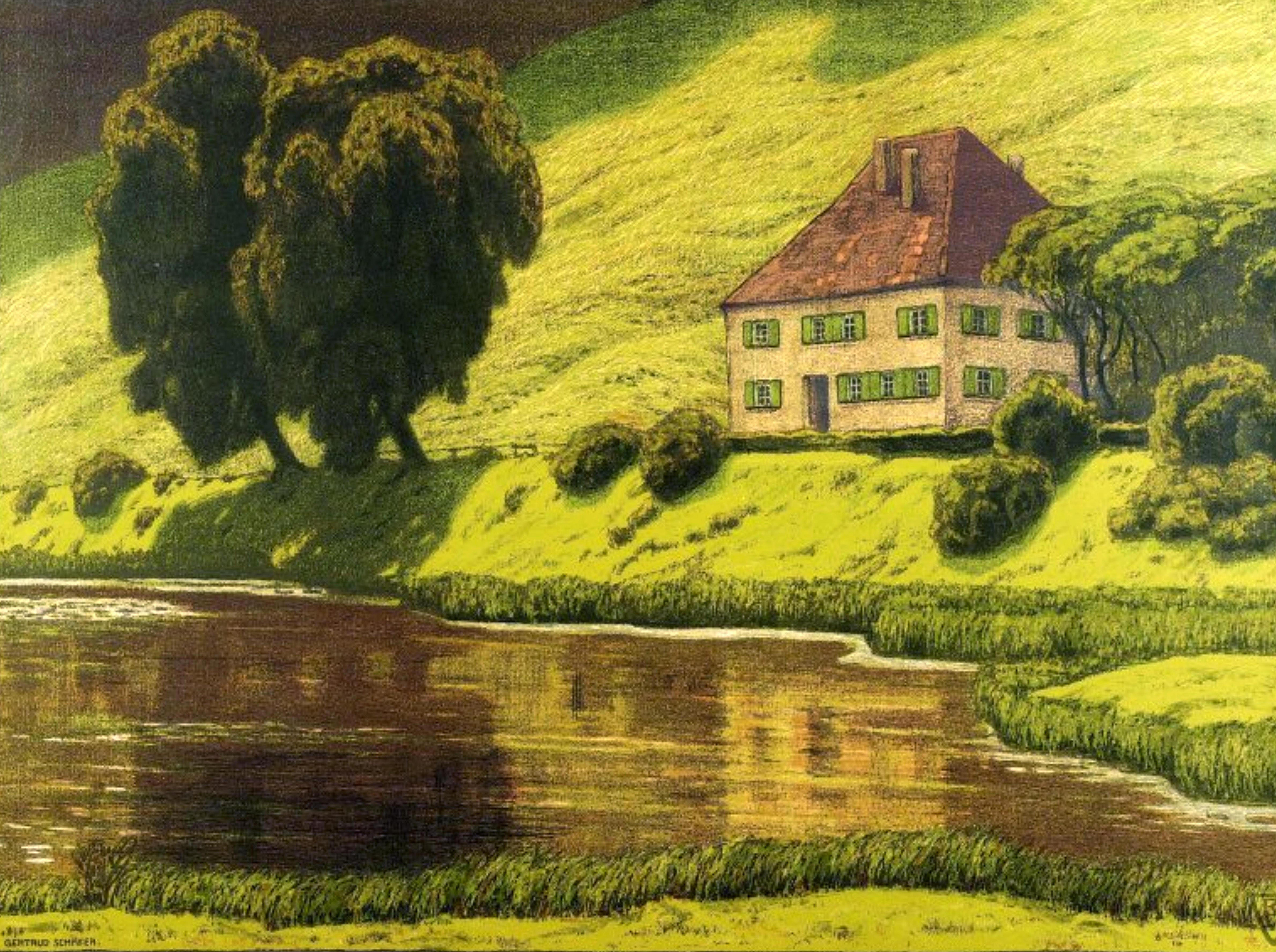
Ufer mit Landhaus 1910

## Leben
Um 1900 war sie bereits in Dresden und nahm Malunterricht bei Robert Sterl in dessen 1896 gegründeter Malschule für Damen. Sterl wurde im Jahr 1904 an die Kunstakademie Dresden berufen und gab seine Malschule für Damen auf. Im gleichen Jahr stellte sie in Dresden auf der Großen Kunstausstellung ihr Bild Stilles Land aus. Sie reifte zur professionellen Künstlerin und war in verschiedenen Künstlervereinen Mitglied, in der Dresdner Kunstgenossenschaft, der Gruppe Dresdner Künstlerinnen, dem Künstlerbund Weimar, dem Malerinnen-Verein Karlsruhe, dem Karlsruher Künstlerbund und im Deutschen Künstlerbund bis zu dessen Zwangsauflösung 1936. Bis 1936 war sie an den verschiedenen Kunstausstellungen mit ihren Werken vertreten. Wie in Dresden im Jahr 1904, 1908, 1909, Graphische Ausstellung des Künstlerbundes Leipzig 1907, Kunstausstellung Hamburg 1910, Kunstausstellung Chemnitz und Bremen 1912, erste Graphische Kunstausstellung in Leipzig 1914, Ausstellungen in der Dresdner Kunstgenossenschaft von 1917 bis 1927, Sächsische Aquarellausstellung Dresden 1934, Sächsische Kunstausstellung Dresden 1934 und 1935. Ihre Werke waren bestimmt von einer romantischen Wiedergabe der Natur in deutlichen Farben und großer Detailtreue. Sie vermittelt mit ihren Bildern die bereisten Landschaften von der Mosel, aus Bayern, vom Spessart, von der Eifel, aus Holland, von der Ostsee und die Elblandschaften. Sie malte überwiegend in Gouache- und Kreidetechnik.
In Dresden wohnte sie zuletzt in der Wallotstraße 31, bis dahin noch als Fräulein gemeldet.
Im Jahr 1945 lebte sie in Dresden und nach den verheerenden Bombenangriffen auf Dresden  verliert sich ihre Spur. Es ist wahrscheinlich, dass sie dabei ihr Leben verloren hat. Bis auf wenige Bilder wurde auch ihr gesamtes künstlerisches Werk vernichtet.